# El rey de los gatos
El rey de los gatos es un cuento popular de las Islas Británicas. Los primeros cuentos populares conocidos Un ejemplo de ello es "Cuidado con el gato", escrito por William Baldwin en 1553, aunque está relacionado con la historia del siglo I de "La muerte de Pan". Otras versiones relevantes incluyen una carta escrita por Thomas Lyttelton, publicada por primera vez en 1782, MG Lewis le contó la historia a Percy Bysshe Shelley en 1816, y Joseph Jacobs adaptó una versión de varios fuentes, incluida una colección de Charlotte S. Burne. Walter Scott informó que era un cuento infantil muy popular en las Tierras Altas de Escocia en el siglo XVIII. Puede clasificarse como un cuento de "muerte de un elfo (o gato)": Aarne–Thompson–Uther tipo 113A o leyenda de migración de Christiansen tipo 6070B .

## Resumen
Un hombre que viaja solo ve un gato (o escucha una voz) que le habla y le dice que le diga a alguien (a menudo un nombre extraño, presumiblemente desconocido para el personaje) que alguien más (generalmente un nombre extraño) ha muerto. Las versiones simplemente lo hacen. que el viajero ve a un grupo de gatos celebrando un funeral real. Llega a su destino y cuenta lo sucedido, cuando de repente el gato doméstico grita algo así como "¡Así que soy el rey de los gatos!", corre por la chimenea o sale por la puerta y nunca más se lo vuelve a ver.

## Tradición popular
Cuidado con el gato, escrito en 1553 y publicado por primera vez en 1561, es conocido como el primer texto de ficción de terror más largo que un cuento y posiblemente la primera novela publicada en inglés] , contiene dos cuentos sobre gatos, que aparecen en formas similares antes y después de su publicación; de los cuales "El rey gato" es un ejemplo notable.
En la obra de William Shakespeare Romeo y Julieta, Mercutio llama a Tybalt "Príncipe de los Gatos", y aunque esto es muy probablemente una referencia a Tibert/Tybalt el "Príncipe de los Gatos" en "Reynard el Zorro" demuestra la existencia de la frase al menos desde el siglo XVI en Inglaterra.
Un rey o señor de los gatos aparece en al menos dos cuentos tradicionales irlandeses. Lo más sorprendente es que algunas versiones del Imtheacht na Tromdhaimhe (Los actos del bardo de la Gran Institución) incluyen una disputa entre el bardo Senchán Torpéist y el rey Guaire Aidne mac Colmáin de Connacht, lo que llevó al bardo a maldecir primero a todos los ratones, matando a una docena de ellos por vergüenza, seguidos por los gatos que deberían haber controlado a los ratones; En represalia, el rey de los gatos, Irusan, hijo de Arusan, persigue a Senchán con la intención de matarlo, pero a su vez es asesinado por San Kieran. Este cuento fue reelaborado por Lady Jane Wilde como "Seanchan el Bardo y el Rey de los Gatos", publicado en su libro de 1866 Antiguas Leyendas de Irlanda, y se incluyó en el libro de 1892 Cuentos de hadas irlandeses de WB Yeats. El segundo fue contado como "Cuando el Rey de los Gatos Llegó al Dominio del Rey Connal" en El libro de Padraic Colum de 1916 El hijo del rey de Irlanda.
Los gatos están conectados en muchas tradiciones populares con seres sobrenaturales y sobrenaturales como los elfos y las hadas.